# Aung San Suu Kyi
Aung San Suu Kyi (in birmano: အောင်ဆန်းစုကြည် [ʔàʊɴ sʰáɴ sṵ tɕì]; Yangon, 19 giugno 1945) è una politica birmana, attiva per molti anni nella difesa dei diritti umani sulla scena nazionale del suo Paese, oppresso da una rigida dittatura militare, imponendosi come capo del movimento di opposizione, tanto da meritare i premi Rafto e Sakharov (quest'ultimo sospeso nel 2020), prima di essere insignita del Premio Nobel per la pace nel 1991. Nel 2007 l'ex premier del Regno Unito Gordon Brown ne ha tratteggiato il ritratto nel suo volume Eight Portraits come modello di coraggio civico per la libertà.
Il suo impegno politico ebbe inizio nel 1988, quando ritornò in Birmania dopo molti anni trascorsi all'estero. Quell'anno fu uno dei fondatori e primo segretario generale della Lega Nazionale per la Democrazia (LND), partito di opposizione alle dittature militari che caratterizzarono la storia birmana a partire dal 1962, e nel 1989 fu posta per la prima volta agli arresti domiciliari dalla giunta militare. Era ancora agli arresti quando l'anno dopo l'LND trionfò alle elezioni conquistando l'81% dei seggi, ma i militari rifiutarono di cedere il potere e annullarono le elezioni. Nel 2003 scampò all'agguato nel quale persero la vita circa 70 sostenitori dell'LND. Trascorse quasi 15 anni in carcere o agli arresti domiciliari tra il 1989 e il 2010, anno in cui fu definitivamente liberata.
Con il suo partito vinse con ampio margine le elezioni suppletive del 2012 e soprattutto quelle del novembre 2015, considerate le prime consultazioni libere tenutesi nel Paese dal 1962. Nel marzo 2016 le furono affidati diversi Ministeri e in aprile fu nominata Consigliere di Stato, una delle cariche politiche più importanti in Birmania. Pur rimanendo molto popolare in Birmania, è stata in seguito molto criticata a livello internazionale per la sua politica di governo, incapace di fermare la dura repressione dell'esercito nei confronti di alcune minoranze, in particolare quella dei Rohingya. Tra le accuse mosse nei suoi confronti vi fu quella di aver avallato i massacri commessi dai militari, rifiutandosi di ammettere che fossero da considerare un genocidio. Rimase in carica fino al colpo di Stato militare del 1º febbraio 2021, che ne provocò la destituzione e l'arresto.

## Biografia

### Origini e formazione
Figlia del generale Aung San (capo della fazione nazionalista del Partito Comunista della Birmania, di cui fu segretario dal 1939 al 1941) e di Khin Kyi. Suo padre, uno dei principali esponenti politici birmani, dopo aver negoziato l'indipendenza della nazione dal Regno Unito nel 1947, fu infatti ucciso da alcuni avversari politici nello stesso anno, lasciando la bambina di appena due anni, oltre che la moglie e altri due figli, uno dei quali sarebbe morto in un incidente.
Dopo la morte del marito, Khin Kyi, la madre di Aung San Suu Kyi, divenne una delle figure politiche di maggior rilievo in Birmania, tanto da diventare ambasciatrice in India nel 1960. Aung San Suu Kyi fu sempre presente al fianco della madre, la seguì ovunque ed ebbe la possibilità di frequentare le migliori scuole indiane e successivamente inglesi, tanto che nel 1967, presso il St Hugh's College di Oxford, conseguì la prestigiosa laurea in Filosofia, Scienze politiche ed Economia. Continuò poi i suoi studi a New York, dove lavorò per le Nazioni Unite e dove incontrò il suo futuro marito, Michael Aris, studioso di cultura tibetana, che sposò nel 1971 e col quale ebbe due figli, Alexander nel 1972, e Kim nel 1977. Ritornò in Birmania nel 1988 per accudire la madre gravemente malata.

### L'impegno politico e sociale
Quell'anno la Birmania era scossa da un grande movimento di protesta che portò in luglio alle dimissioni del dittatore militare Ne Win, il quale deteneva il potere dal colpo di Stato del 1962. Il potere rimase comunque ai militari, le proteste continuarono e culminarono nella rivolta 8888 che ebbe inizio l'8 agosto 1988 a Rangoon e si estese in tutto il Paese. Fortemente influenzata dagli insegnamenti del Mahatma Gandhi e dai concetti buddisti, Aung San Suu Kyi aderì alle proteste e il suo primo atto fu il 15 agosto la lettera aperta con cui chiese al governo la formazione di un comitato per preparare libere elezioni. Il 26 agosto tenne un comizio alla Pagoda Shwedagon davanti a mezzo milione di persone, diventando subito un simbolo del movimento democratico nazionale. Le proteste aumentarono e il 18 settembre l'esercito mise in atto un colpo di Stato guidato da Saw Maung, un generale particolarmente vicino alle posizioni dell'ex dittatore Ne Win, che impose la legge marziale e si mise a capo della giunta militare chiamata Consiglio di Stato per la Restaurazione della Legge e dell'Ordine. I militari stroncarono le proteste con la violenza e a fine mese si contarono circa 3 000 morti tra i dimostranti, dei quali 1 000 nella sola Rangoon.
Nel suo primo comunicato, la nuova giunta militare annunciò la volontà di indire elezioni democratiche con il sistema multipartito. In vista delle future elezioni, la Lega Nazionale per la Democrazia (LND) fu fondata il 27 settembre 1988 da importanti ex militari democratici e da Aung San Suu Kyi, che fu eletta segretario generale. Malgrado la proibizione del regime, nei mesi successivi Suu Kyi tenne diversi comizi in giro per il Paese. Il 20 luglio 1989, il regime militare la confinò agli arresti domiciliari senza averla processata e in seguito le diede la possibilità di lasciare il Paese, ma Aung San Suu Kyi rifiutò la proposta di andarsene. In quel periodo alcuni degli anziani militari democratici che avevano fondato l'LND lasciarono il partito in contrasto con le posizioni radicali di Aung San Suu Kyi, la quale ebbe invece il supporto dei giovani attivisti del partito.
Il regime militare fissò per il maggio 1990 le elezioni generali, che videro la schiacciante vittoria della Lega Nazionale per la Democrazia di Aung San Suu Kyi, la quale sarebbe quindi diventata primo ministro; tuttavia i militari mantennero il potere con la forza, annullando il voto popolare. Quell'anno le fu assegnato il premio Sakharov per la libertà di pensiero e l'anno successivo vinse il premio Nobel per la Pace, che fu ritirato dai suoi figli; investì i soldi del premio in un trust per costituire un sistema sanitario e di istruzione a favore del popolo birmano. Sempre nel 1991, Suu Kyi e il presidente dell'LND Tin Oo, che erano ancora agli arresti domiciliari, furono espulsi dal partito dopo che la giunta aveva minacciato di scioglierlo se i due non fossero stati espulsi.

### Gli arresti domiciliari
Gli arresti domiciliari le furono revocati nel 1995 e fu reintegrata nel partito, rimase comunque in uno stato di semilibertà e non poté mai lasciare il Paese perché in tal caso le sarebbe stato negato il ritorno in Birmania. Nonostante le pressioni del governo statunitense, del segretario generale delle Nazioni Unite Kofi Annan e di papa Giovanni Paolo II, in seguito ai suoi familiari non fu mai permesso di visitarla. Al marito, che l'avrebbe incontrata per l'ultima volta nel dicembre 1995 , nel 1997 fu diagnosticato il cancro che nel 1999 lo avrebbe ucciso, lasciando Aung San Suu Kyi vedova.
Nel 2002, a seguito di forti pressioni delle Nazioni Unite, ad Aung San Suu Kyi fu riconosciuta una maggiore libertà d'azione in Myanmar, ma il 30 maggio 2003, mentre si trovava in un convoglio automobilistico con numerosi sostenitori dell'LND, alcune centinaia di persone collegate ai militari tesero un agguato e massacrarono circa 70 degli attivisti per la democrazia, e riuscì a salvarsi solo grazie alla prontezza di riflessi del suo autista Ko Kyaw Soe Lin, ma fu di nuovo messa agli arresti domiciliari. Da quel momento la sua salute andò peggiorando, tanto da richiedere interventi e ricoveri ospedalieri. Il "caso" Aung San Suu Kyi incominciò a essere un argomento internazionale, tanto che gli Stati Uniti d'America e l'Unione europea fecero grosse pressioni sul governo del Myanmar per la sua liberazione, ma gli arresti domiciliari furono rinnovati per un anno nel 2005 e ulteriormente nel 2006 e nel 2007.
L'importanza e lo spessore morale delle sue azioni in favore dei diritti umani raggiunsero vasti consensi nell'opinione pubblica globale e nei più prestigiosi ambienti culturali. Nel 2000 le fu attribuita una laurea honoris causa in filosofia dall'Università di Bologna che poté ricevere ufficialmente solo il 30 ottobre 2013. Il 9 novembre 2007, lasciò l'abitazione dove era confinata agli arresti domiciliari. Per il suo impegno per i diritti umani, il 6 maggio 2008 il Congresso degli Stati Uniti le ha conferito la sua massima onorificenza: la Medaglia d'oro del Congresso.
Il 3 maggio 2009 un mormone statunitense, John William Yettaw, attraversando il lago Inya a nuoto raggiunse la casa in cui era costretta agli arresti domiciliari. A seguito di ciò il 14 maggio la giunta militare arrestò e il 18 successivo processò Aung San Suu Kyi per violazione degli arresti domiciliari. Il termine dei domiciliari e la liberazione dell'attivista birmana dall'ultimo arresto sarebbero scaduti il 21 maggio. Secondo buona parte della stampa internazionale e la stessa Lega Nazionale per la Democrazia, l'impresa di Yettaw fu il pretesto fornito alla giunta militare per mettere fuori gioco Aung San Suu Kyi prima di sottoporre il popolo birmano alla votazione di un referendum per l'approvazione di un testo costituzionale che, di fatto, sancì la continuazione del potere dei militari sotto forme civili, escludendo del tutto la Lega nazionale per la democrazia. L'11 giugno Aung San Suu Kyi fu nuovamente condannata a tre anni di lavori forzati per violazione della normativa della sicurezza, che furono poi commutati dalla giunta militare in 18 mesi di arresti domiciliari.

### La liberazione e la carriera politica
Il 13 novembre 2010 Aung San Suu Kyi fu liberata. Il 1º aprile 2012 ottenne un seggio al parlamento birmano.
Il 16 giugno successivo ritirò il premio Nobel per la Pace che aveva vinto nel 1991. Iniziò quindi a visitare vari Paesi, dato che le era stato finalmente concesso il permesso dal governo birmano. Si recò in Inghilterra dal figlio e in seguito anche in Francia.
Le elezioni dell'11 novembre 2015 videro il trionfo della Lega Nazionale per la Democrazia che ottenne la maggioranza assoluta in entrambi i rami del parlamento. Conquistò alla Camera bassa 255 dei 330 seggi assegnati col voto e dei 440 totali, dei quali 110 seggi erano riservati a parlamentari non eletti ma scelti dalla giunta militare; mentre si aggiudicò 135 dei 168 seggi in palio nella Camera alta composta da 224 membri, 56 dei quali a loro volta scelti dai militari.
Furono le prime elezioni libere dal colpo di Stato del 1962 (escludendo le elezioni del 1990 ignorate dalla giunta militare). Dal 30 marzo 2016, con l'insediamento del governo formato dal nuovo presidente del Myanmar Htin Kyaw, San Suu Kyi divenne ministro degli Affari esteri, della Pubblica Istruzione, dell'Energia elettrica e dell'Energia e ministro dell'Ufficio del presidente. Il 6 aprile successivo lasciò i dicasteri della Pubblica Istruzione, dell'Energia elettrica e dell'Energia per diventare consigliere di Stato, una nuova carica istituita nel Paese appositamente per lei paragonabile a quella di primo ministro in altri Paesi.
Non le fu concesso di diventare presidente del Myanmar per una clausola della Costituzione – che secondo gli osservatori era stata appositamente aggiunta dai militari per impedirle di assumere l'incarico – secondo la quale chi ha figli di un'altra nazionalità non può essere presidente. Fu comunque presidente de facto del Paese, mentre il presidente eletto fu il suo amico d'infanzia e consigliere Htin Kyaw, che si limitò a svolgere esclusivamente formalità celebrative e di rappresentanza e che avrebbe dato le dimissioni nel marzo 2018 per motivi di salute.

### Il colpo di Stato militare, l'arresto e le condanne
Il 1º febbraio 2021 fu arrestata e posta agli arresti in una prigione di Naypyidaw insieme al nuovo presidente Win Myint, nell'ambito del colpo di Stato messo in atto quello stesso giorno dai militari, secondo i quali nelle elezioni generali del novembre 2020 vinte nuovamente dalla Lega Nazionale per la Democrazia (LND) erano state commesse gravi frodi elettorali. Nei mesi successivi rimase segregata agli arresti nella capitale e fu posta sotto imputazione con le accuse di corruzione, importazione e possesso illegale di walkie-talkie, violazione delle leggi sui disastri nazionali, sul segreto di Stato e sull'emergenza per il coronavirus.
Il 6 dicembre 2021 fu condannata a quattro anni di reclusione: due anni per sedizione e due anni per aver violato le restrizioni sul coronavirus durante la campagna elettorale. Insieme a lei venne condannato anche l’ex presidente birmano Win Myint. A seguito del perdono da parte del capo del governo militare, la pena di Aung San Suu Kyi fu ridotta a due anni.
Il 10 gennaio 2022, il tribunale militare del Myanmar la condannò ad altri quattro anni di carcere per una serie di accuse tra cui "importazione e possesso di walkie-talkie" e "violazione delle regole riguardo al coronavirus". I processi, chiusi al pubblico, ai media e a qualsiasi osservatore, furono descritti dal vicedirettore per l'Asia di Human Rights Watch come un "circo di tribunale di procedimenti segreti con accuse fasulle". Il 27 aprile 2022 Aung San Suu Kyi fu condannata a cinque anni di carcere con l'accusa di corruzione.
Il 22 giugno 2022, la giunta militare ordinò che tutti gli ulteriori procedimenti legali contro Suu Kyi si svolgessero in strutture carcerarie invece che in normali tribunali. La decisione non fu giustificata o accompagnata da alcuna spiegazione. Citando fonti non identificate, la BBC riferì che quello stesso giorno Suu Kyi – fino ad allora agli arresti domiciliari in un luogo tenuto segreto dalle autorità nel quale persone di suo gradimento potevano visitarla – fu trasferita a Naypyidaw e rinchiusa in isolamento in un'area appositamente costruita all'interno della stessa prigione dove era in isolamento anche Win Myint. Subito dopo i militari confermarono il trasferimento in carcere di Suu Kyi.
Il 15 agosto 2022 fu giudicata per quattro accuse di corruzione, per ognuna delle quali le furono inflitti tre anni di detenzione, tre di queste condanne poteva scontarle contemporaneamente e di fatto la sua detenzione fu allungata di sei anni, portando il totale complessivo a 17 anni di carcere. Nel settembre 2022 fu condannata per frode elettorale e violazione del segreto di Stato a un totale di sei anni di carcere, aumentando la sua pena complessiva a 23 anni di carcere. Il 12 ottobre 2022 venne condannata per altre due accuse di corruzione a due pene di tre anni di reclusione da scontare in concorso l'una all'altra. Il 30 dicembre 2022 le fu inflitta un'ulteriore condanna a sette anni di reclusione relativa a 5 casi di corruzione, portando il totale delle pene a 33 anni di carcere.
A fine luglio del 2023 fu trasferita dal carcere agli arresti domiciliari, pur rimanendo nella capitale Naypyidaw. A seguito di un'amnistia, il successivo 1º agosto le furono perdonate 5 delle 18 accuse per le quali era stata condannata e le vennero condonati 6 dei 33 anni totali di detenzione. Con la stessa amnistia anche a Win Myint furono perdonate accuse e condonati alcuni anni di carcere. Da quando erano in carcere vi erano state altre amnistie, dalle quali i due leader dell'LND erano stati esclusi. Secondo il figlio sarebbe invece rimasta in carcere. Il 16 aprile 2024, l'esercito ha annunciato che Aung San Suu Kyi era stata trasferita agli arresti domiciliari a causa di un’ondata di calore. Tuttavia, pubblicazioni pro-democrazia hanno affermato che è rimasta in prigione, con l’aggiunta di condizionatori d'aria nella sua cella.

## Mobilitazioni internazionali e progetti artistici dedicati
In tutto il mondo Aung San Suu Kyi è diventata un'icona della non-violenza e pace, tanto che numerosi artisti musicali, tra cui Damien Rice, gli U2, i R.E.M., i Green Day e i Coldplay, hanno espresso solidarietà nei suoi confronti e le hanno dedicato brani musicali per sostenere la sua causa; nel 2003 le fu assegnato sia l'MTV Europe Music Award che il Premio Nazionale Alghero Donna di Letteratura e Giornalismo, sezione Premio Speciale della Giuria. In particolar modo, gli U2 le dedicano il brano intitolato Walk On ("Vai avanti"). Per questo motivo era illegale importare, detenere o ascoltare in Birmania l'album della band irlandese All That You Can't Leave Behind, in cui è contenuto tale brano. La sanzione prevista è la reclusione da tre a vent'anni.
Nel 1997 il sassofonista Wayne Shorter e il pianista Herbie Hancock incisero sull'album 1+1 un tema intitolato Aung San Suu Kyi che vinse il Grammy Award 1998 per la migliore composizione strumentale dell'anno.
Guy Delisle ha realizzato nel 2007 la graphic novel "Cronache birmane" (titolo originale "Chroniques Birmanes"), in cui narra di quando, con la moglie Nadège (medico di Medici senza frontiere) e il figlio, ha vissuto per un periodo in vicinanza dell'abitazione in cui Aung San Suu Kyi scontava gli arresti domiciliari.
Nel 2009 Claudio Canal metteva in scena a Torino Ostaggio Perfetto -Aung San Suu Kyi, con Vesna Sčepanović.
Nel 2011 il popolare regista francese Luc Besson ha diretto il film The Lady incentrato sulla vita del premio Nobel birmano.
Nel 2014 Marco Martinelli ha scritto il testo teatrale Vita agli arresti di Aung San Suu Kyi, pubblicato da Luca Sossella Editore, e l'ha messo in scena con il Teatro delle Albe-Ravenna Teatro, per l'interpretazione di Ermanna Montanari, con il patrocinio di Amnesty International e della Associazione Italia-Birmania. Per la regia e l'interpretazione, Martinelli e Montanari hanno vinto il Premio Franco Enriquez 2015.
Nel 2017 lo stesso Martinelli ne ha tratto un film con lo stesso titolo, interpretato, oltre che da Montanari, da Sonia Bergamasco e Elio De Capitani, che ha debuttato il 17 giugno in anteprima mondiale al Biografilm Festival di Bologna.

## Controversie

### Il genocidio dei Rohingya
Nel settembre 2017 è stata oggetto di critiche da parte di un altro premio Nobel per la pace, la pakistana Malala Yousafzai, che, a proposito delle violenze perpetrate dall'esercito birmano contro la minoranza musulmana Rohingya, ha chiesto "Condanni violenze contro Rohingya" attraverso un tweet. Anche il ministro degli esteri britannico Boris Johnson ha "avvertito" la leader birmana che questi fatti stavano "sporcando" la reputazione del Paese. Le forze di sicurezza birmane, invece, accusano i ribelli Rohingya dell'incendio dei villaggi e delle atrocità contro la loro stessa gente nello Stato di Rakhine.
Numerose altre proteste si sono succedute nel 2017 sullo scacchiere internazionale contro Aung San Suu Kyi e il suo comportamento giudicato indifferente - quando non propriamente ostile - nei confronti dei musulmani Rohingya. Di tali contestazioni si sono resi protagonisti artisti come Bono degli U2 e Bob Geldof, mentre istituzioni e organizzazioni come il comune di Oxford, il sindacato britannico Unison e l'Università di Bristol hanno ritirato le onorificenze precedentemente concesse. Alcuni esperti di crimini di Stato dell'Università di Londra Queen Mary hanno sostenuto che Suu Kyi sta "legittimando questo genocidio" in Myanmar e che nonostante la continua persecuzione «non vuole neanche ammettere, figuriamoci provare a bloccare, la conclamata campagna di stupri, omicidi e distruzione perpetrata da parte dell'esercito ai danni dei villaggi Rohingya», popolo al quale non vuole neppure concedere la cittadinanza. Nel dicembre 2017 il governo birmano ha inoltre negato l'accesso a Yanghee Lee, relatore speciale delle Nazioni Unite per i diritti umani in Myanmar e anche a diverse Ong per fornire assistenza umanitaria.
Il 27 settembre 2018 il parlamento del Canada ha decretato, con votazione unanime, la revoca della sua cittadinanza onoraria canadese. Il 12 novembre 2018 Amnesty International ha revocato il premio "Ambasciatore della coscienza" a Aung San Suu Kyi, accusandola di non aver sufficientemente salvaguardato i diritti umani nel suo Paese. Nel 2019 il Gambia (Stato africano a maggioranza musulmana), denuncia formalmente Aung San Suu Kyi alla Corte internazionale di giustizia con l'accusa di genocidio verso i Rohingya.
Nel 2019, Aung San Suu Kyi è apparsa davanti alla Corte internazionale di giustizia dove ha difeso l'esercito birmano dalle accuse di genocidio contro i Rohingya. In un discorso di oltre 3.000 parole, Suu Kyi non ha usato il termine "Rohingya" per descrivere il gruppo etnico. Ha affermato che le accuse di genocidio erano "incomplete e fuorvianti", sostenendo che la situazione era in realtà una risposta militare birmana agli attacchi dell'Esercito della Salvezza Arakan Rohingya. Ha anche messo in dubbio come ci potesse essere un "intento genocida" quando il governo birmano aveva aperto le indagini e ha anche incoraggiato i Rohingya a tornare dopo essere stati sfollati. Tuttavia, gli esperti hanno ampiamente criticato le indagini birmane come non sincere, con i militari che si sono dichiarati innocenti e il governo che ha impedito la visita degli incaricati delle Nazioni Unite. Anche molti Rohingya non sono tornati a causa del pericolo e della mancanza di diritti in Myanmar.
Nel gennaio 2020, la Corte internazionale di giustizia ha deciso che esisteva un "rischio reale e imminente di un pregiudizio irreparabile per i diritti" dei Rohingya. La corte ha anche ritenuto che gli sforzi del governo birmano per porre rimedio alla situazione "non sembrano sufficienti" per proteggere i Rohingya. Pertanto, la corte ha ordinato al governo birmano di prendere "tutte le misure in suo potere" per proteggere i Rohingya da azioni genocide. La corte ha anche incaricato il governo birmano di conservare le prove e di riferire alla corte a intervalli tempestivi sulla situazione.

## Opere
- Aung San Suu Kyi, Liberi dalla paura, ed. Sperling & Kupfer, 2005, ISBN 88-8274-938-X
- Aung San Suu Kyi, Lettere dalla mia Birmania, ed. Sperling & Kupfer, 2007, ISBN 8820042665